# Kaizuka

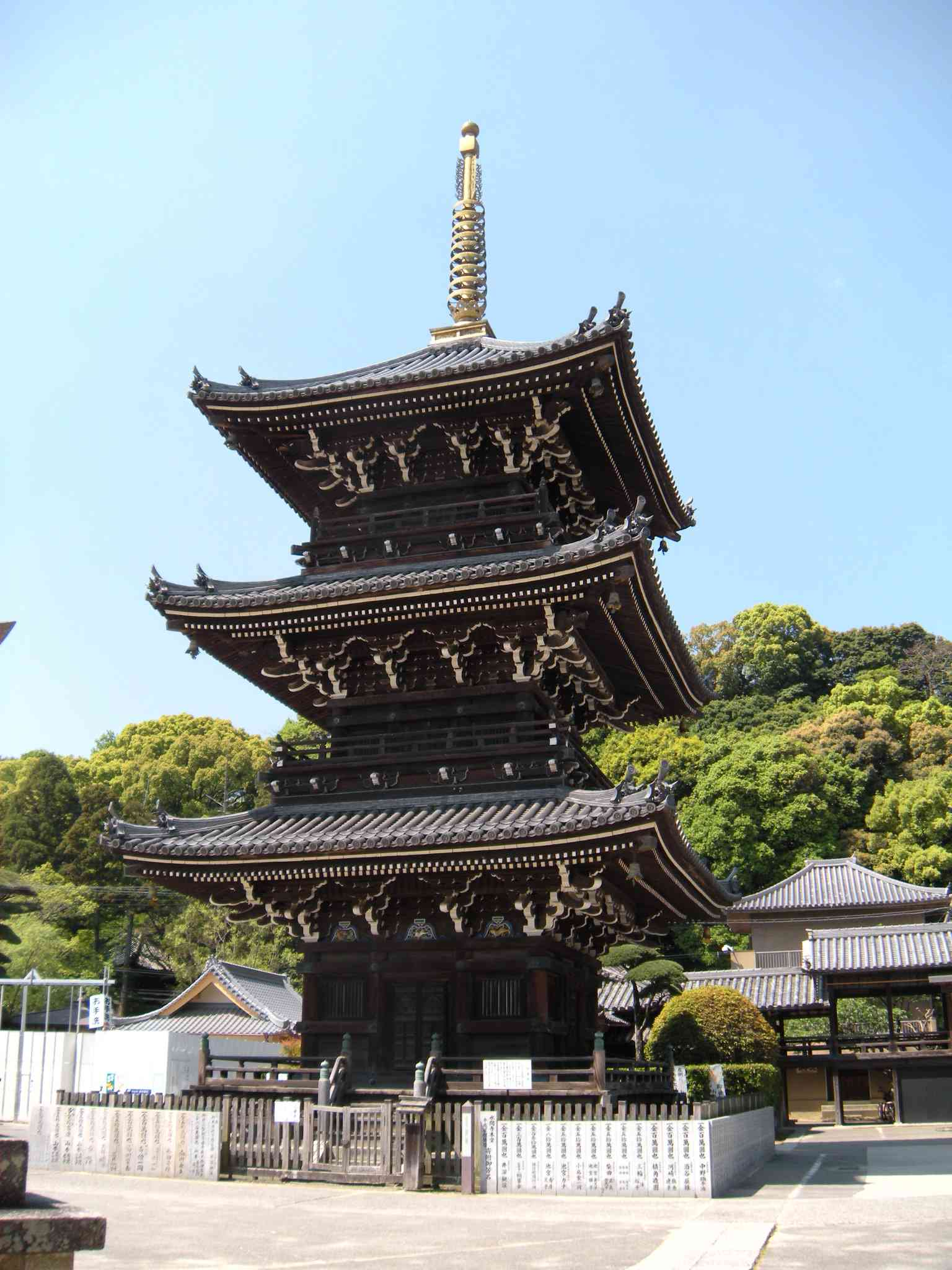
Mizuma Temple

Kaizuka (Kaidzuka) (貝塚市 kaizuka-shi) é uma cidade japonesa localizada na província de Osaka.
Em 1 de Março de 2004 a cidade tinha uma população estimada em 89 671 habitantes e uma densidade populacional de 2 039,83 h/km². Tem uma área total de 43,96 km².
Recebeu o estatuto de cidade em 1 de Maio de 1943.